# Hate Me (мини-альбом)
Hate Me — мини-альбом российского рэпера и блогера Моргенштерна. Он был выпущен 17 февраля 2018 года, в его день рождения, на лейбле Yoola Music и был спродюсирован самим Моргенштерном. Вместе с релизом мини-альбома был проведён тур под названием «RIP Morgenstern Tour».

## История
6 февраля 2018 года Моргенштерн выпустил улучшенную версию песни «Hermit» с мини-альбома Happy B-Day, выпущенного 1 июля 2017 года Алишером под псевдонимом 1st July.
17 февраля 2018 года, в день релиза мини-альбома, он выпустил видеоклип на треки «Дикий» и «Insomnia». В клипе присутствует две инкарнации Моргенштерна: развлекатель и творец.
16 ноября 2018 года Моргенштерн выпустил видеоклип на песню «Уфф… Деньги…», в котором, по словам Моргенштерна, он окончательно хоронит свой старый образ и впервые появляется без своих дредлок.

## Отзывы
Алексей Мажаев, рецензент издания InterMedia, сказал, что пластинка Hate Me замышлялась как «пародия на актуальных рэперов со всей их бравадой, уже превратившейся в штамп», отметив, что Моргенштерн «неплохо их высмеял, вот только иронический смысл работы считали не все», заметив при этом, что «высмеиванием штампов он привёл по сути только к преумножению этих штампов».

## Список композиций
Слова и музыка всех песен — Моргенштерна.
| №                   | Название            | Длительность |
| ------------------- | ------------------- | ------------ |
| 1.                  | «Дикий»             | 1:22         |
| 2.                  | «Insomnia»          | 2:28         |
| 3.                  | «Fuck ’Em All»      | 2:23         |
| 4.                  | «Hermit»            | 2:19         |
| 5.                  | «Уфф… Деньги…»      | 3:08         |
| 6.                  | «Виски на завтрак»  | 3:20         |
| Общая длительность: | Общая длительность: | 15:00        |

## Чарты
| Чарт (2018)          | Высшая позиция |
| -------------------- | -------------- |
| Россия (Apple Music) | 96             |

| Чарты (2018)                     | Песня        | Высшая позиция |
| -------------------------------- | ------------ | -------------- |
| Россия (ВКонтакте)               | Hermit       | 25             |
| Россия (ВКонтакте)               | Уфф… Деньги… | 17             |
| Россия Top YouTube Hits (TopHit) | Уфф… Деньги… | 2              |
| Россия (Zvooq.online)            | Уфф… Деньги… | 1              |
| Таджикистан (Apple Music)        | Уфф… Деньги… | 69             |